# Katarinahissens klocka

Katarinahissens klocka är ett modernt tornur som sitter på Katarinahissen i Stockholm. Här visas omväxlande tid och temperatur. Genom sitt centrala läge och stora höjd har klockan blivit ett välkänt inslag i Stockholms stadsbild.
Nuvarande Katarinahissen invigdes 1936 och var byggd efter ritningar av Eskil Sundahl och Olof Thunström. Fram till 1960-talets slut var hissens topp fri från reklam. När Kooperativa förbundet klädde hissens maskinhus med företagets nya logo (den liggande åttan) monterades även tre klockor i höjd med restaurangen Gondolen. Klockorna har digital visning mot öst, väst och norr. Varje urtavla består av fyra separata fält med 12x16 stycken lyspunkter i varje, totalt 768 punkter. Här visas omväxlande tid och temperatur. Ovanför skyltar sedan år 2001 en reklamskylt från Coop Sverige.

## Bilder

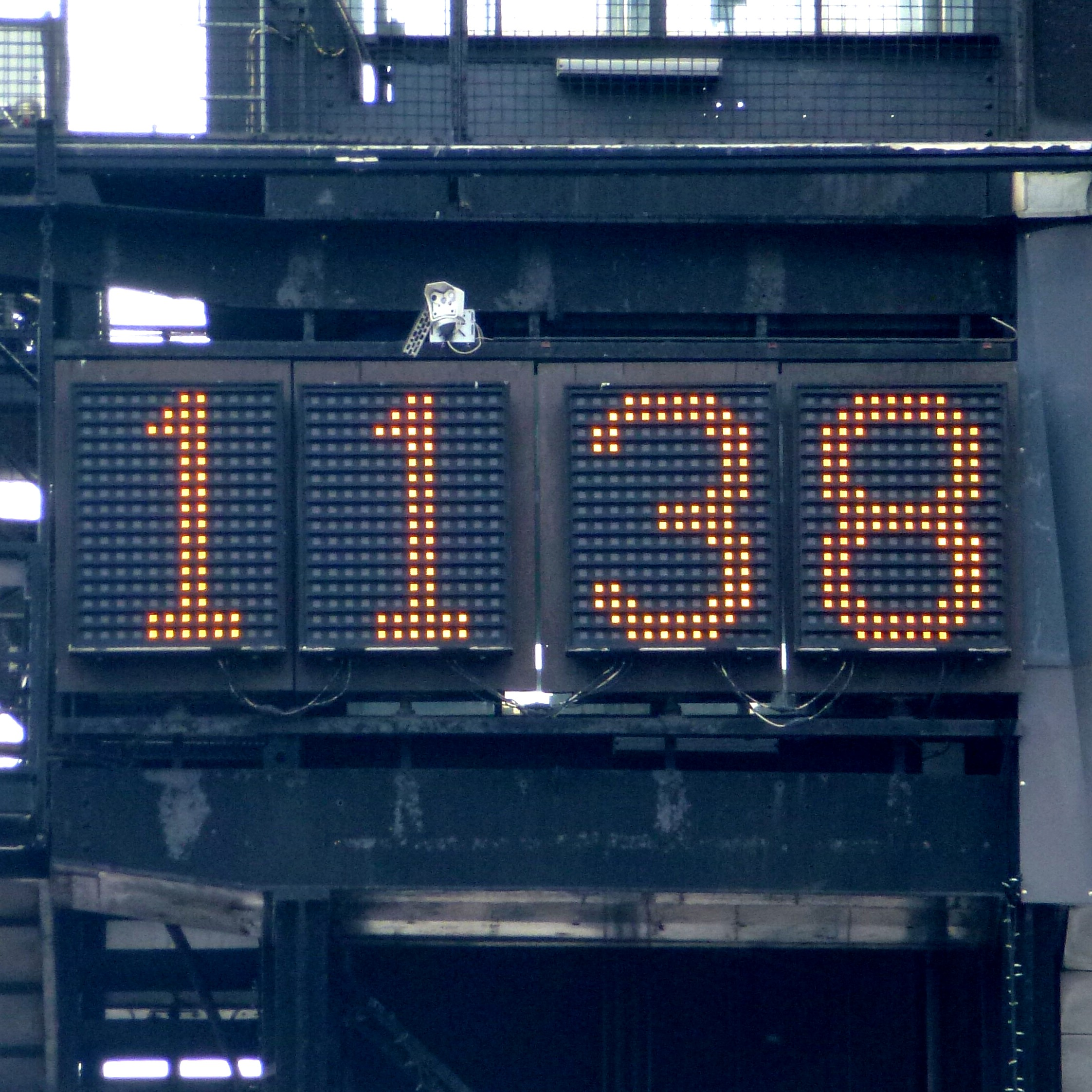
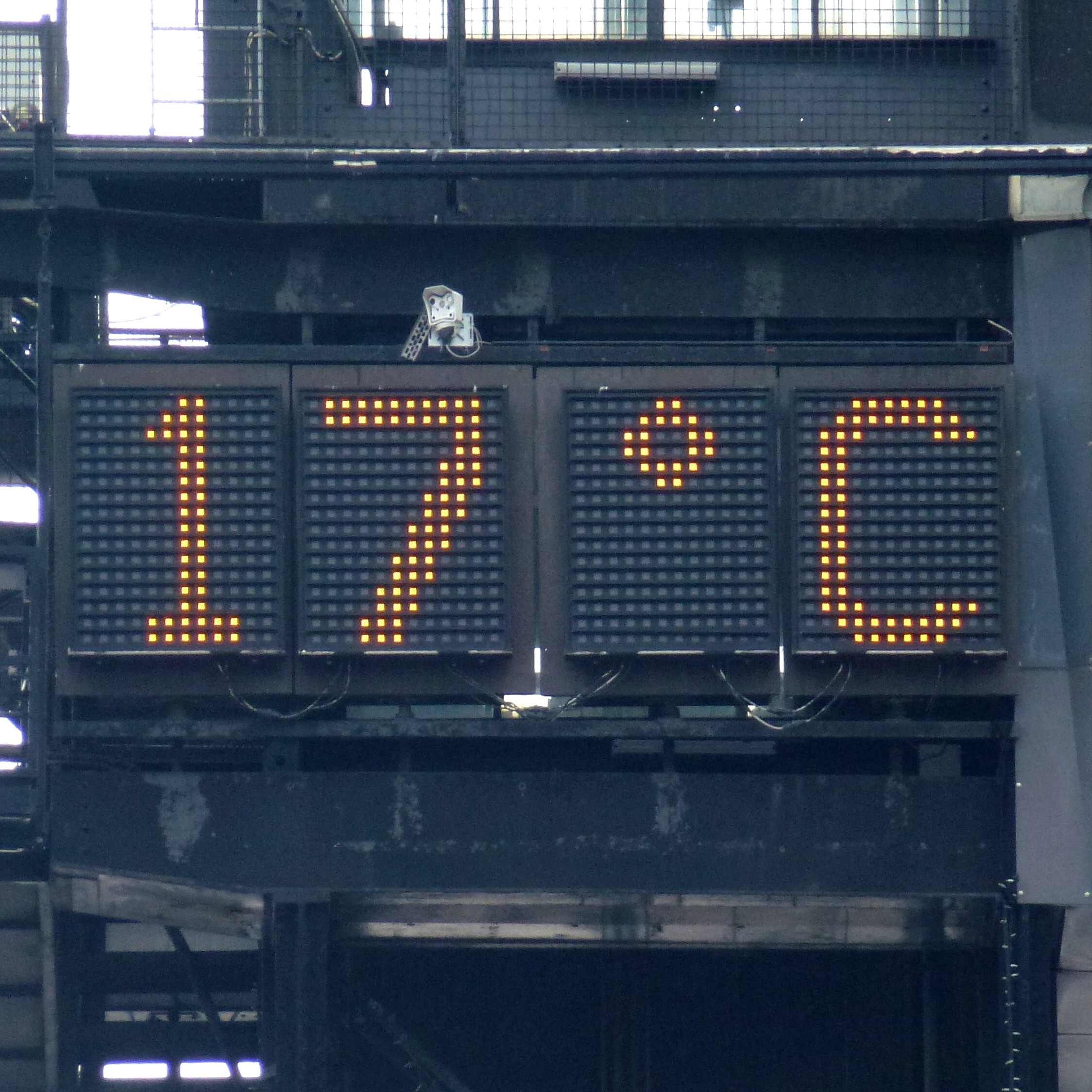
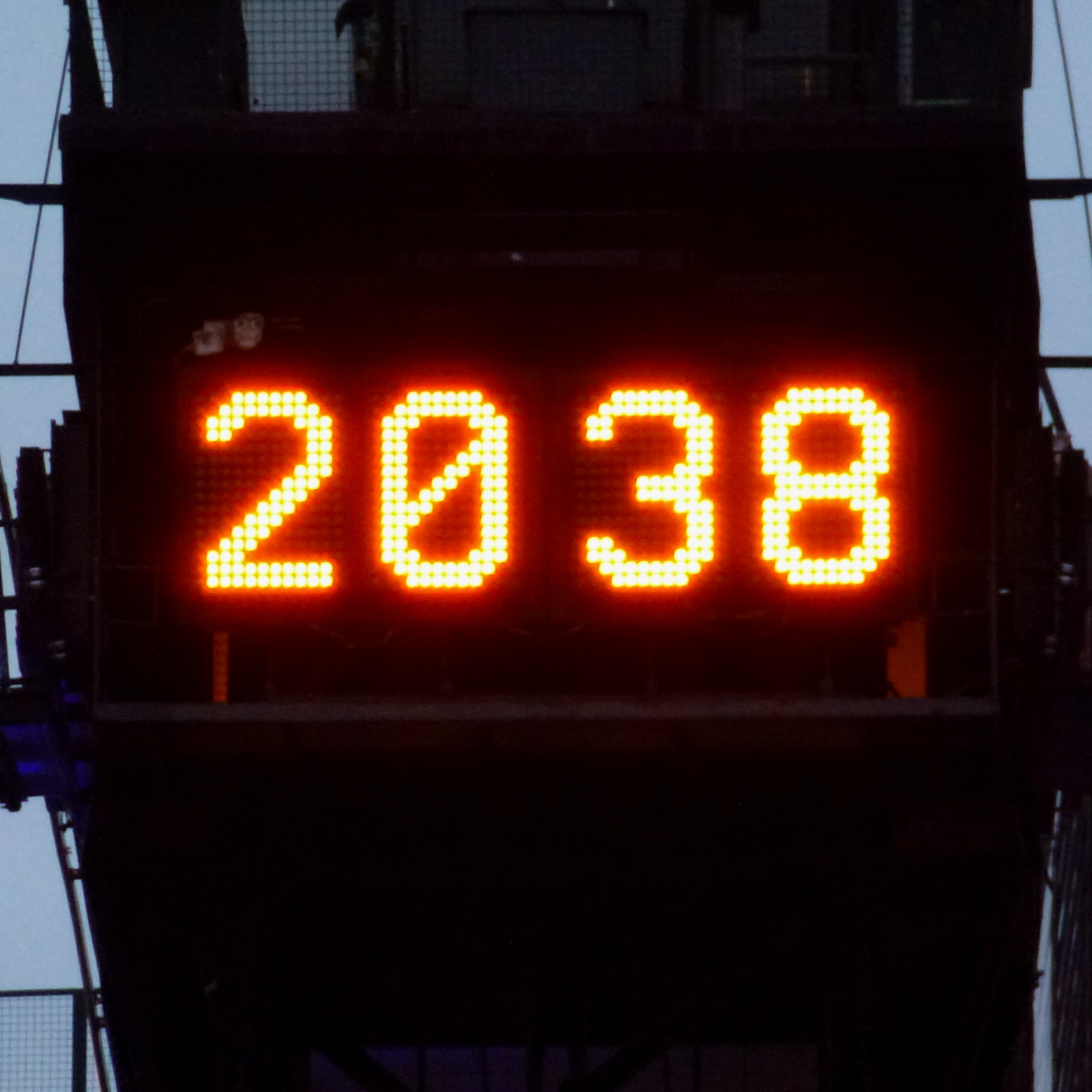
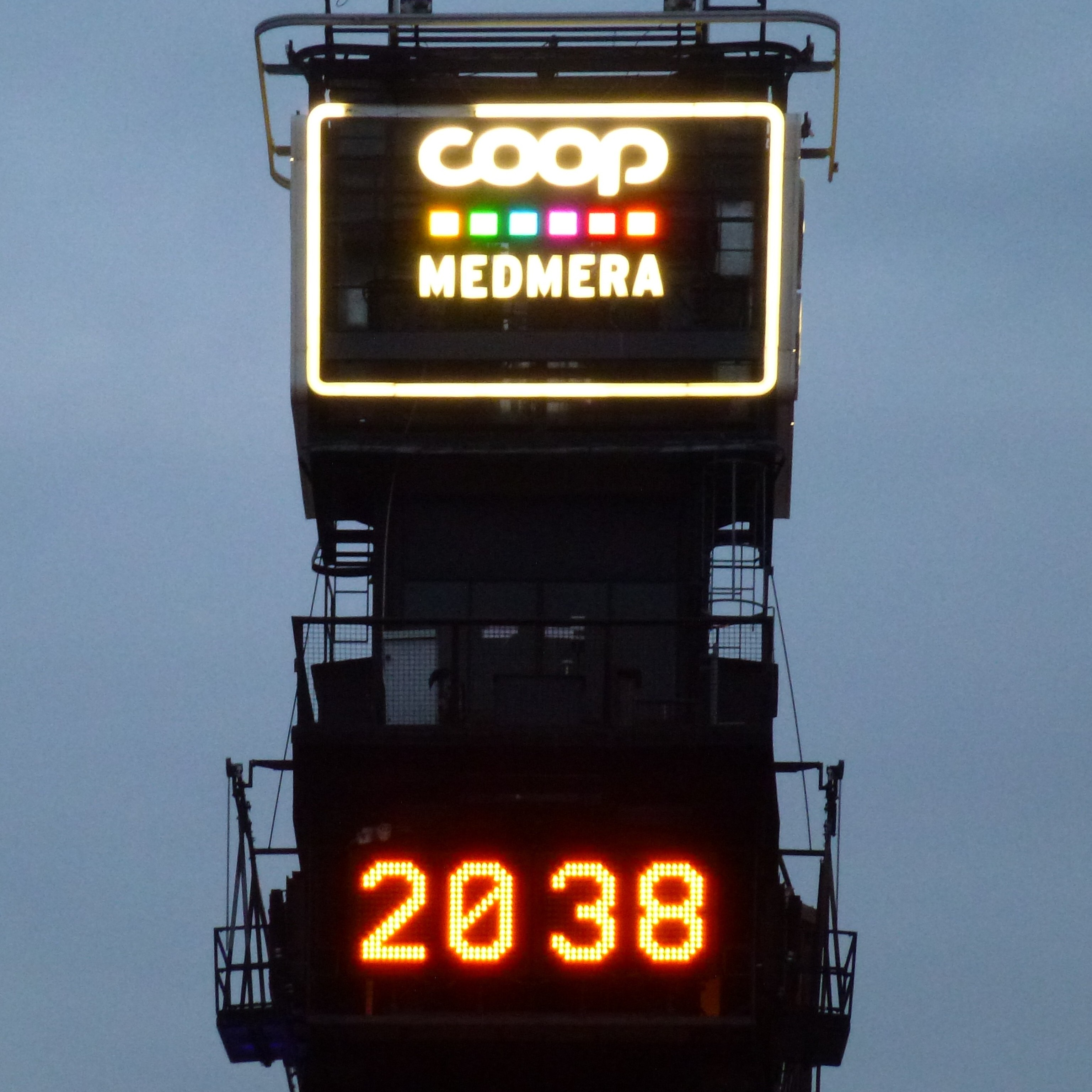